# Deep Purple In Concert
A Deep Purple In Concert a Deep Purple brit hard rock együttes koncertalbuma. A két lemez két koncertet tartalmaz, amiket a BBC vett fel az "In Concert" sorozatához: az elsőt 1970. február 19-én, a másodikat 1972. március 9-én. A kiadvány 1980-ban jelent meg Európában, 2001-ben az USA-ban. A második lemez tartalmazza a "Never Before" egyetlen eddig kiadott koncertváltozatát.

## Számok listája
(Az összes szám Gillan/Blackmore/Lord/Glover/Paice szerzeménye, kivéve ahol más van jelezve.)
1. lemez:
1. "Speed King" – 7:22
2. "Child in Time" – 11:06
3. "Wring That Neck" (Blackmore, Lord, Nick Simper, Paice) – 18:59
4. "Mandrake Root" (Blackmore, Rod Evans, Lord) – 17:38

2. lemez:
1. "Highway Star" – 8:32
2. "Strange Kind of Woman" – 9:17
3. "Maybe I'm a Leo" – 6:17 (csak a CD kiadáson)
4. "Never Before" – 4:34
5. "Lazy" – 10:22
6. "Space Truckin'" – 21:46
7. "Smoke on the Water" – 7:09 (csak a CD kiadáson)
8. "Lucille" (Collins/Penniman) – 7:21

## Előadók
- Ian Gillan – ének
- Ritchie Blackmore – gitár
- Jon Lord – billentyűk
- Roger Glover – basszusgitár
- Ian Paice – dob